# Acronicta distincta
Acronicta distincta är en fjärilsart som beskrevs av Zubowski och Ruscinski 1938. Acronicta distincta ingår i släktet Acronicta och familjen nattflyn. Inga underarter finns listade i Catalogue of Life.